# Lezione d'anatomia
Lezione d'anatomia è una poesia di Arrigo Boito, apparsa sulla Rivista Minima il 17 maggio 1874, poi confluita ne Il libro dei versi.
Essa è composta da quattordici strofe, ciascuna delle quali consta di sei versi. I versi sono tutti quinari. Sono sdruccioli il primo ed il terzo verso di ogni strofa (nella prima strofa è sdrucciolo solo il primo verso). Gli altri sono piani ed in rima, secondo lo schema abcdbc. Molto particolare la rima tra ad hoc e Koch , che si definisce "rima cara" (e tra l'altro unisce due parole di due lingue differenti tra di loro e diverse dall'italiano, cioè il latino ed il tedesco).
In questa poesia, Boito tratta dello studio anatomico fatto verso il corpo di una giovane tisica. Il poeta, nel descrivere la procedura di sezionamento del cadavere, inveisce contro la scienza, rea di profanazione del corpo di una giovinetta, e incapace di afferrarne l'essenza. In effetti l'anatomista non può cogliere i sogni, le speranze della ragazza, così come la sua purezza. Nel finale della lirica, tuttavia, Boito deve ricredersi sul candore e l'innocenza della ragazza, perché si scopre che era incinta.  
Letterariamente, la lirica si accomuna a A un feto di Emilio Praga, Io sognai. Fu il mio sogno fantastico di Giovanni Camerana e Una lezione di anatomia di Bernardino Zendrini.

## Edizioni
Edizioni de Il libro dei versi in cui la poesia è commentata:
- Arrigo Boito, Poesie e racconti, a cura di Rodolfo Quadrelli, Milano, Mondadori, 1981.
- Arrigo Boito, Opere letterarie, a cura di Angela Ida Villa, Milano, Edizioni Otto/Novecento, 2001.
- Arrigo Boito, Il libro dei versi, a cura di Claudio Mariotti, Modena, Mucchi, 2008.
- Arrigo Boito, Il Libro dei versi, a cura di Emanuele d'Angelo, Firenze, Olschki, 2023 (Edizione nazionale delle opere di Arrigo Boito, 1).